# 大临河乡
大临河乡，是中华人民共和国山西省朔州市应县下辖的一个乡镇级行政单位。

## 行政区划
大临河乡下辖以下地区：
大临河村、碾子沟村、寺庄村、东乡寨村、罗庄村、东小寨村、安乐营村、北丰疃村、小临河村、东上寨村、东辛村、留义村、王家窑村、兴旺坡村、长胜村、神峪村、北小寨村、圣水塘村、北楼口村、徐峪村、北高庄村、康峪村、中和村、北楼村、兴盛堡村、长城沟村、四道沟村、三合村、黑拉桥村、东林庄村、柳坪村、峰沟村和栗窑村。